# Діапазон 15 метрів
15-метровий діапазон або 21 МГц-діапазон — аматорський діапазон радіочастот, що охоплює короткохвильовий спектр від 21 до 21,45 МГц. Діапазон підходить для аматорського міжміського зв’язку, і таке використання дозволено майже в усіх країнах.
Оскільки 15-метрові хвилі поширюються в основному через відбиття від шару F-2 іоносфери, діапазон найбільш корисний для міжконтинентального зв’язку протягом світлої пори дня, особливо в роки, близькі до сонячних максимумів. Довжина хвилі 15 метрів гармонійно пов'язана з довжиною хвилі 40 метрів, тому часто можна використовувати антену, розраховану на 40 метрів.

## Історія
15-метровий діапазон був призначений Міжнародною радіоконференцією в Атлантік-Сіті 1947 року, щоб частково компенсувати втрату 160-метрового діапазону для радіоаматорів через впровадження LORAN під час Другої світової війни.